# Ośrodek Kulturalno-Społeczny „Strzelnica“
Ośrodek Kulturalno-Społeczny „Strzelnica” (cz. Kulturní a společenské středisko Střelnice) znajduje się w Czeskim Cieszynie i jest miejscem, gdzie odbywają się miejscowe imprezy, akcje oraz różne spotkania. „Strzelnica” została wybudowana w roku 1882, w stylu neoklasycystycznym.

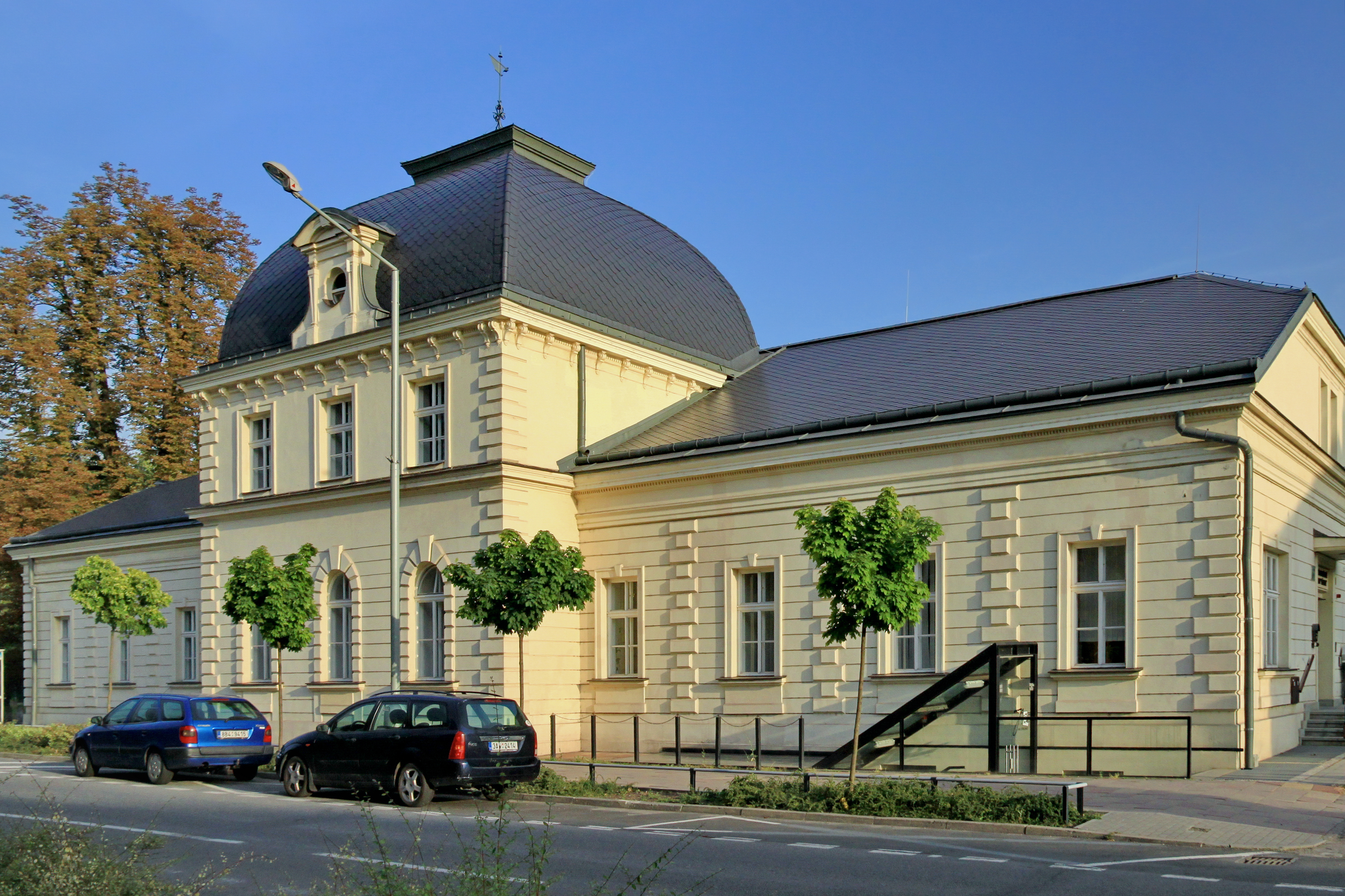
Ośrodek Kulturano-Społeczny „Strzelnica“

## Historia
W roku 1795 zostało założone w Cieszynie Towarzystwo Strzeleckie, którego patronem był książę Albert Sasko-Cieszyński. Budowę domu dla strzelców zrealizował Fritz Fulda, a Gustav Raimann nadzorował pracę przy budowie pierwszej części tego budynku. Za budynkiem znajdowała się strzelnica wraz z polem z tarczami oraz łapaczami pocisków. W 1890 roku dobudowano także restaurację.
W zawodach strzeleckich, organizowanych w 1890 roku, brał także udział cesarz Franciszek Józef I.
Później strzelnicę jednak przeniesiono i od 1920 roku w budowli mieścił się urząd celny oraz rada miejska, dopóki nie wybudowano celnicę oraz nowy ratusz na rynku Czeskiego Cieszyna.
W roku 1949 umieszczono w budynku Dom Dzieci i Młodzieży, a w 1950 dobudowano warsztaty i sale gier. W latach 1967–1969 przebiegał remont z niewłaściwymi interwencjami. Budynek „Strzelnicy” był w 1996 roku, w momencie przejęcia od pierwotnego właściciela, w bardzo zaniedbanym stanie. Jednak w 2000 roku przeprowadzono inwentaryzację budowlano-historyczną i rozpoczęto prace nad remontem całego budynku. Nie tylko poprawiono stan techniczny „Strzelnicy”, ale także powiększono przestrzeń wewnątrz budynku, poprzez przesunięcie jednej zewnętrznej ściany w kierunku rzeki Olzy i tak powstała nowa hala.

## Imprezy
W Ośrodku Kulturalno-Społecznym „Strzelnica” są corocznie organizowane festiwale, spotkania autorskie, imprezy firmowe, muzyczne koncerty, wiele balów miejskich i wieczorów tanecznych. Do tych najbardziej popularnych festiwali należą: Święto Trzech Braci, festiwal muzyki jazzowej, Ewa Fest (spotkania piosenkarki Ewy Farnej z fanami) i wiele innych.
Na strychu mieści się także galeria, w której są organizowane wystawy artystyczne.

## Ciekawostki
Podczas rekonstrukcji w roku 2017 została odkryta kamienna studnia z XIX wieku.